# Filip Marchwiński
Filip Marchwiński (Poznań, 10 gennaio 2002) è un calciatore polacco, centrocampista del Lecce.

## Caratteristiche tecniche
È un trequartista dotato di buone doti fisiche e di una buona tecnica di base; è stato schierato anche come attaccante, ma ha ricoperto anche la posizione di esterno o di centrocampista centrale.

## Carriera

### Club
Muove i primi passi sul campo da calcio nella piccola squadra del suo quartiere, l'UKS Skórzewo. Dopo una stagione, all'età di 7 anni, lo nota il Lech Poznań, che decide di offrirgli un posto in squadra con i pari età. Compie tutta la trafila delle giovanili del club, fino a essere inserito, nella stagione 2018-2019, nel Lech Poznań II, la squadra riserve, militante in III liga, la quarta divisione polacca.
Il 12 dicembre 2018 esordisce in Ekstraklasa, la massima serie polacca, subentrando, all'età 
di 16 anni, nella partita vinta per 6-0 contro lo Zagłębie Sosnowiec, in cui segna l'ultimo gol della sua squadra. Nella stagione dell'esordio mette a referto 11 presenze e 2 gol.
Il 27 agosto 2021 esordisce in campo internazionale, nel match casalingo contro i lettoni del Valmiera valido per i preliminari di Europa League. Nel secondo turno preliminare, contro gli svedesi dell'Hammarby, realizza anche il suo primo gol internazionale, nella vittoria per 0-3. Il 22 ottobre esordisce nella fase a gironi di Europa League, subentrando a Jakub Kamiński. Nella stagione 2021-2022 si laurea campione di Polonia con il Lech.
Il 26 luglio 2024 viene ufficializzato il suo trasferimento a titolo definitivo al Lecce, club della Serie A italiana, con cui firma un contratto quadriennale, con opzione per un quinto anno. Esordisce in Serie A il 19 agosto, subentrando nella ripresa ad Ylber Ramadani nella partita interna contro l'Atalanta, persa per 0-4. Impiegato solo in due altre occasioni, ambo le volte in Coppa Italia, il 18 gennaio 2025 in allenamento riporta la rottura del legamento crociato anteriore e del menisco laterale del ginocchio destro, vedendosi costretto all'operazione chirurgica e quindi a terminare anzitempo la stagione agonistica.

### Nazionale
Con la nazionale polacca Under-16 ha totalizzato 7 gol in 7 presenze, mentre con la nazionale polacca Under-17 ha all'attivo 2 gol in 7 presenze. Da settembre 2019 al 2020 ha fatto parte della rappresentativa Under-19.
Il 6 novembre 2020 viene convocato per la prima volta dalla nazionale Under-21 per l'ultima gara di qualificazione al campionato europeo di categoria contro i pari età della Lettonia. Il 26 marzo 2021 realizza la sua prima rete nella massima rappresentativa giovanile nell'amichevole vinta per 7-0 contro l'Arabia Saudita.
Il 5 ottobre 2023 viene convocato per la prima volta in nazionale maggiore, con cui esordisce sette giorni dopo, nel successo per 2-0 contro le Fær Øer.

## Statistiche

### Presenze e reti nei club
Statistiche aggiornate al 24 settembre 2024.
| Stagione           | Squadra            | Campionato         | Campionato | Campionato | Coppe nazionali | Coppe nazionali | Coppe nazionali | Coppe continentali | Coppe continentali | Coppe continentali | Altre coppe | Altre coppe | Altre coppe | Totale | Totale |
| Stagione           | Squadra            | Comp               | Pres       | Reti       | Comp            | Pres            | Reti            | Comp               | Pres               | Reti               | Comp        | Pres        | Reti        | Pres   | Reti   |
| ------------------ | ------------------ | ------------------ | ---------- | ---------- | --------------- | --------------- | --------------- | ------------------ | ------------------ | ------------------ | ----------- | ----------- | ----------- | ------ | ------ |
| 2018-2019          | Lech Poznań        | E                  | 11         | 2          | PP              | 0               | 0               | EL                 | 0                  | 0                  | -           | -           | -           | 11     | 2      |
| 2019-2020          | Lech Poznań        | E                  | 20         | 3          | PP              | 2               | 1               | -                  | -                  | -                  | -           | -           | -           | 22     | 4      |
| 2020-2021          | Lech Poznań        | E                  | 21         | 1          | PP              | 2               | 0               | EL                 | 9                  | 1                  | -           | -           | -           | 32     | 2      |
| 2021-2022          | Lech Poznań        | E                  | 18         | 0          | PP              | 5               | 1               | -                  | -                  | -                  | -           | -           | -           | 23     | 1      |
| 2022-2023          | Lech Poznań        | E                  | 27         | 5          | PP              | 0               | 0               | UCL+EL             | 1+14               | 0+3                | -           | -           | -           | 42     | 8      |
| 2023-2024          | Lech Poznań        | E                  | 28         | 8          | PP              | 3               | 1               | UCL                | 4                  | 2                  | -           | -           | -           | 35     | 11     |
| Totale Lech Poznań | Totale Lech Poznań | Totale Lech Poznań | 125        | 19         |                 | 12              | 3               |                    | 28                 | 6                  |             | -           | -           | 165    | 28     |
| 2024-2025          | Lecce              | A                  | 1          | 0          | CI              | 2               | 0               |                    | -                  | -                  |             | -           | -           | 3      | 0      |
| Totale carriera    | Totale carriera    | Totale carriera    | 126        | 19         |                 | 14              | 3               |                    | 28                 | 6                  |             | -           | -           | 168    | 28     |

### Cronologia presenze e reti in nazionale
| Cronologia completa delle presenze e delle reti in nazionale ― Polonia | Cronologia completa delle presenze e delle reti in nazionale ― Polonia | Cronologia completa delle presenze e delle reti in nazionale ― Polonia | Cronologia completa delle presenze e delle reti in nazionale ― Polonia | Cronologia completa delle presenze e delle reti in nazionale ― Polonia | Cronologia completa delle presenze e delle reti in nazionale ― Polonia | Cronologia completa delle presenze e delle reti in nazionale ― Polonia | Cronologia completa delle presenze e delle reti in nazionale ― Polonia |
| Data                                                                   | Città                                                                  | In casa                                                                | Risultato                                                              | Ospiti                                                                 | Competizione                                                           | Reti                                                                   | Note                                                                   |
| ---------------------------------------------------------------------- | ---------------------------------------------------------------------- | ---------------------------------------------------------------------- | ---------------------------------------------------------------------- | ---------------------------------------------------------------------- | ---------------------------------------------------------------------- | ---------------------------------------------------------------------- | ---------------------------------------------------------------------- |
| 12-10-2023                                                             | Tórshavn                                                               | Fær Øer                                                                | 0 – 2                                                                  | Polonia                                                                | Qual. Euro 2024                                                        | -                                                                      | 87’                                                                    |
| 15-10-2023                                                             | Varsavia                                                               | Polonia                                                                | 1 – 1                                                                  | Moldavia                                                               | Qual. Euro 2024                                                        | -                                                                      | 72’                                                                    |
| Totale                                                                 |                                                                        | Presenze                                                               | 2                                                                      |                                                                        | Reti                                                                   | 0                                                                      |                                                                        |

## Palmarès

### Club

#### Competizioni nazionali
- Campionato polacco: 1

Lech Poznań: 2021-2022

#### Competizioni giovanili
- Centralna Liga Juniorów: 1

Lech Poznań: 2017-2018